# Wilfredo Pelayo
Wilfredo Pelayo – kubański zapaśnik w stylu klasycznym. Srebrny medalista igrzysk panamerykańskich w 1991 roku. Dwa srebrne medale mistrzostw panamerykańskich w latach 1989 i 1991. Triumfator Igrzysk Ameryki Środkowej i Karaibów w 1986. Czwarty w Pucharze Świata w 1985, 1990 i 1992. Mistrz Ameryki Centralnej w 1984 roku.